# Сольна (Нижньосілезьке воєводство)
Сольна (пол. Solna, нім. Groß Sägewitz) — село в Польщі, у гміні Кобежиці Вроцлавського повіту Нижньосілезького воєводства.
Населення — 308 осіб (2011).
У 1975-1998 роках село належало до Вроцлавського воєводства.

## Демографія
Демографічна структура станом на 31 березня 2011 року:
|          | Загалом | Допрацездатний вік | Працездатний вік | Постпрацездатний вік |
| -------- | ------- | ------------------ | ---------------- | -------------------- |
| Чоловіки | 152     | 26                 | 110              | 16                   |
| Жінки    | 156     | 25                 | 94               | 37                   |
| Разом    | 308     | 51                 | 204              | 53                   |